# Tauglgries

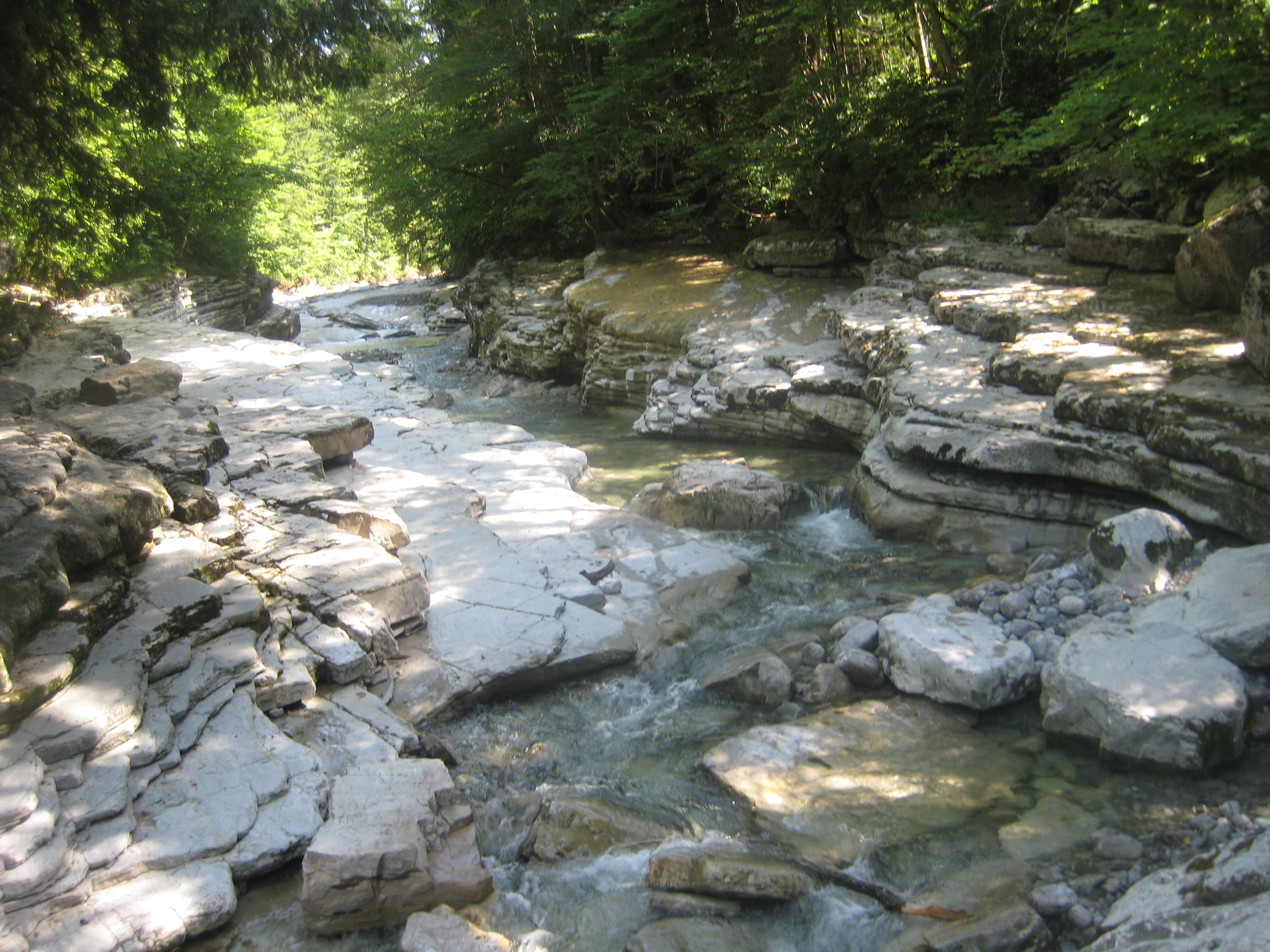
Tauglgries

Das Tauglgries ist ein Naturschutzgebiet und ein Natura 2000-Gebiet in den Gemeinden Bad Vigaun und Kuchl im Land Salzburg (Bezirk Hallein) in Österreich. Es umfasst 31,9 Hektar entlang einem rund 2,4 Kilometer langen Abschnitt des Flusses Taugl und dessen Uferbereichen.

## Ökologische Bedeutung
Im Standarddatenbogen zum Schutzgebiet nach der Fauna-Flora-Habitat-Richtlinie (kurz „FFH-Gebiet“) wird das Tauglgries als „Dynamischer Wildfluss mit breiten Kiesbänken und entsprechender Ufervegetation (Pestwurzfluren, Weidenbestände), an den Einhängen zum Teil artenreiche Schluchtwaldbereiche“ charakterisiert. 
Die ökologische Bedeutung wird mit „Einzigartige naturnahe erhaltene und weitgehend intakte Wildflusslandschaft mit großflächigen Umlagerungsbereichen und Furkationsstrecken von österreichweiter Bedeutung. Verbauungen fehlen fast vollständig. Große vegetationsfreie Sand- und Kiesbänke bieten Lebensraum für eine speziell angepasste Tierwelt, die auf offene Bodenstrukturen spezialisiert ist. Im Tauglgries liegt z. B. das einzige bekannte Salzburger Vorkommen von Corthippus pullus und Oedipoda caerulescens. Im Randbereich der Schotterbänke finden sich gut ausgeprägte Pestwurzfluren und Lawendelweidengebüsche. An den Einhängen finden sich zum Teil artenreiche Schluchtwaldbereiche“ beschrieben.
Laut Projektbeschreibung zur Erstellung des Managementplans für das Natura-2000-Gebiet Tauglgries bieten die aufgrund der hohen Gestaltungskraft des Baches meist vegetationsarmen Schotter- und Sandflächen Lebensraum für speziell angepasste Vogelarten, wie den Flussregenpfeifer und den Flussuferläufer oder seltene Insekten- und Spinnenarten.

## Schutzgüter
Im FFH-Gebiet sind nachfolgende Lebensraumtypen von europaweiter Bedeutung geschützt:
- Alpine Flüsse mit krautiger Ufervegetation, Code: 3220
- Alpine Flüsse mit Ufergehölzen von Salix elaeagnos, Code: 3240
- Mitteleuropäischer Orchideen-Kalk-Buchenwald (Cephalanthero-Fagion), Code: 9150
- Schlucht- und Hangmischwälder (Tilio-Acerion), Code: 9180, prioritäres Schutzgut
- Auen-Wälder mit Alnus glutinosa und Fraxinus excelsior (Alno-Padion, Alnion incanae, Salicion albae), Code: 91E0, prioritäres Schutzgut

Das Natura-2000-Gebiet „Tauglgries“ ist nur nach der Fauna-Flora-Habitat-Richtlinie und nicht nach der Vogelschutzrichtlinie ausgewiesen. Trotzdem sind 86 % der im Standarddatenbogen angegebenen Arten, zu deren Erhaltung das Gebiet ausgewiesen wurde, Vögel. Die folgenden Arten sind als Gegenstand des Schutzes im FFH-Gebiet „Tauglgries“ im Standarddatenbogen angeführt: Mauersegler (Apus apus), Flussregenpfeifer (Charadrius dubius), Ringeltaube (Columba palumbus), Groppe (Cottus gobio), Gelber Frauenschuh (Cypripedium calceolus), Mehlschwalbe (Delichon urbicum), Rauchschwalbe (Hirundo rustica), Bachstelze (Motacilla alba), Gebirgsstelze (Motacilla cinerea), Grauschnäpper (Muscicapa striata), Zilpzalp (Phylloscopus collybita), Fitis (Phylloscopus trochilus), Mönchsgrasmücke (Sylvia atricapilla) und Singdrossel (Turdus philomelos).

## Schutzkategorien und Gebietsausweisungen
Im Jahr 2000 wurde eine Fläche von 31,9 ha als „Geschützter Landschaftsteil“ ausgewiesen.
Die Ausweisung als FFH-Gebiet erfolgte flächengleich im Jahr 2007.

## Eingriffe und Gefährdung
In den letzten Jahren nahm die Freizeitnutzung in der Schutzgebietsfläche immer mehr zu und gleichzeitig die gefährdeten Arten immer mehr ab, weshalb Schutzzonen definiert wurden, die in der Reproduktionszeit nicht betreten werden dürfen. Dieses in der Gebietsverordnung festgeschriebene Betretungsverbot umging man zuerst mit einer auf zwei Jahre befristeten Ausnahmegenehmigung, die im Anschluss (2012) unbefristet erteilt wurde.
Zwischenzeitlich (Stand: 2012) ist das Schutzgut Flussregenpfeifer (Charadrius dubius) im Schutzgebiet verschwunden, die Blauflügelige Ödlandschrecke (Oedipoda caerulescens) ist ausgestorben, der Kiesbankgrashüpfer (Chorthippus pullus) ist aktuellen genetischen Untersuchungen zufolge stark geschwächt und akut vom Aussterben bedroht. Somit sind auch die in der Beschreibung der ökologischen Bedeutung des Schutzgebietes gesondert hervorgehobenen Kurzfühlerschrecken (Caelifera) in dem für sie eingerichteten Schutzgebiet ungeschützt geblieben.